# St. Pelagius (Oberreitnau)

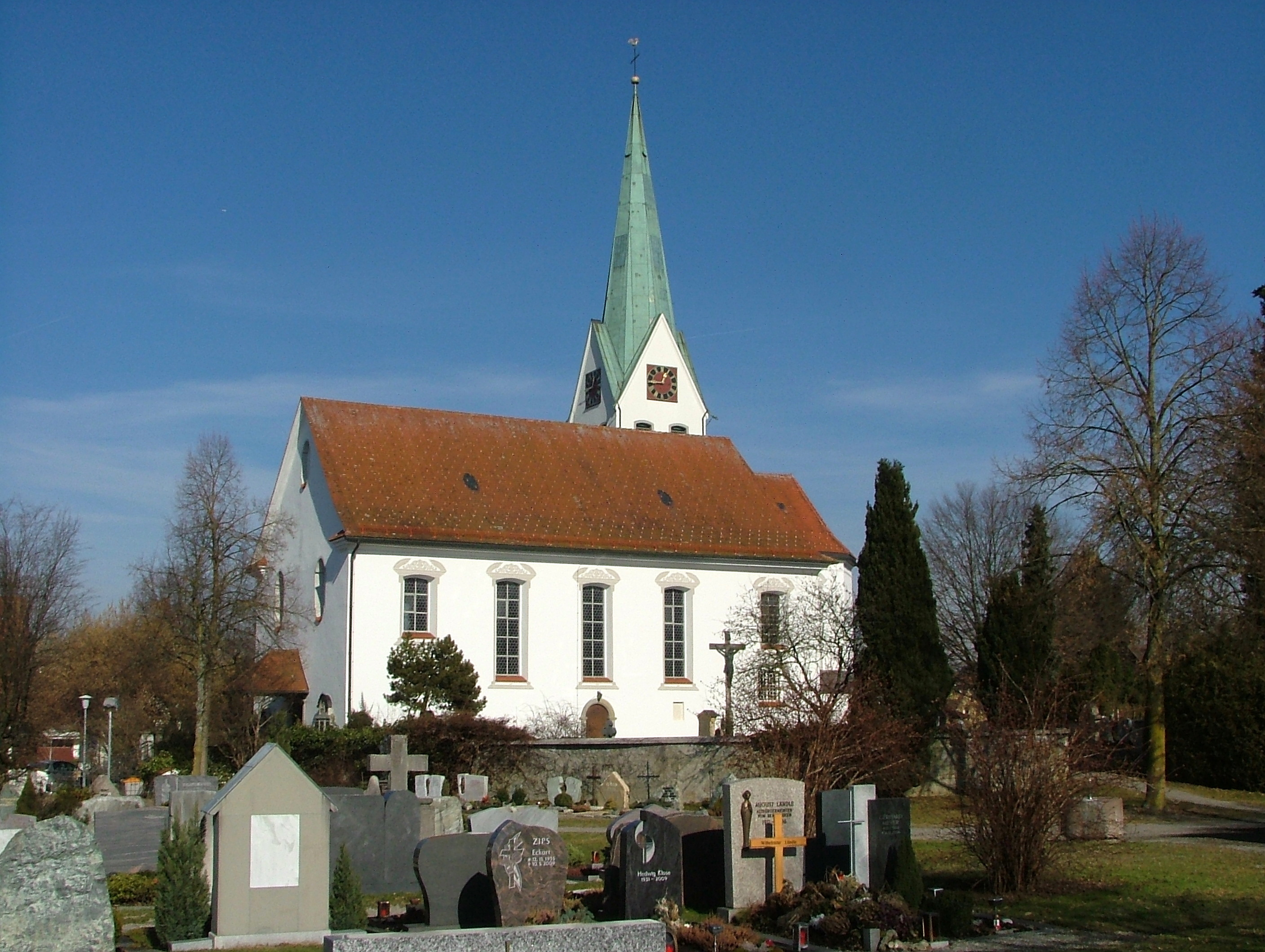
St. Pelagius in Oberreitnau

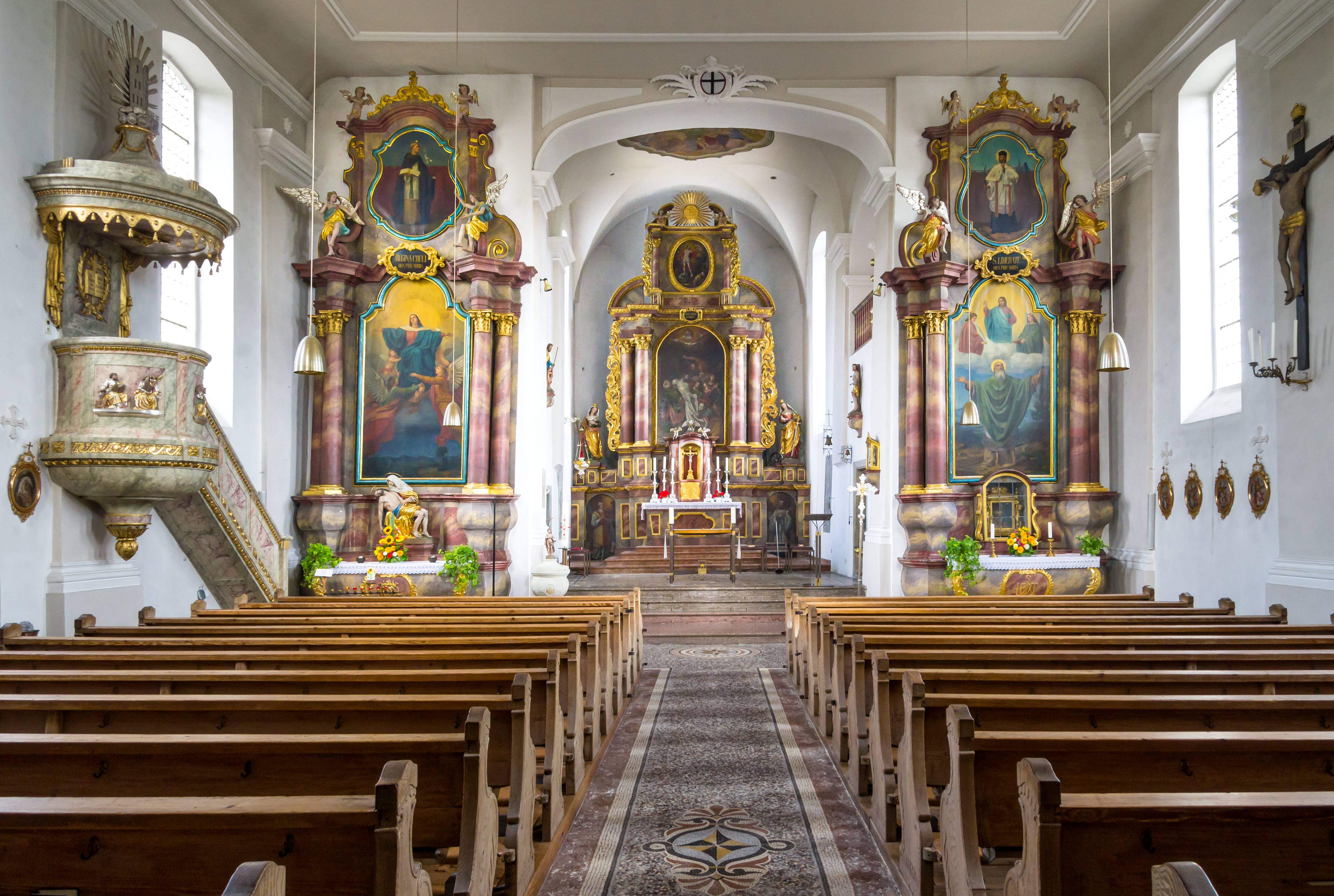
Innenraum

Die römisch-katholische Pfarrkirche St. Pelagius steht in Oberreitnau, einem Stadtteil von Lindau im Landkreis Lindau (Bodensee) von Bayern. Das denkmalgeschützte Bauwerk ist in der Liste der Baudenkmäler in Lindau (Bodensee) unter der Nr. D-7-76-116-435 eingetragen. Die Kirche gehört zum Dekanat Lindau des Bistums Augsburg.

## Beschreibung
Das Langhaus der Saalkirche wurde in den Jahren 1694 bis 1699 gebaut und von 1828 bis 1830 erneuert. Der eingezogene, dreiseitig geschlossene Chor im Osten wurde bereits im 15. Jahrhundert errichtet. Die unteren Geschosse des Chorflankenturms stammen aus dem 14./15. Jahrhundert. Er wurde 1843 aufgestockt und mit einem spitzen Helm bedeckt. Im obersten Geschoss steht der Glockenstuhl mit vier Glocken. Die Zifferblätter der Turmuhr sind in den Giebeln angebracht. 
Der Innenraum des Langhauses ist mit einer Flachdecke überspannt, der des Chors mit einem Kreuzgratgewölbe. Zur Kirchenausstattung  gehört der um 1700 gebaute Hochaltar, der von den Statuen der Agatha von Catania und der Katharina von Alexandrien flankiert wird. Auf dem Altarretabel ist die Kreuzabnahme dargestellt. Die Seitenaltäre sind neobarock.